# Nazionale di pugilato dell'Italia
La nazionale di pugilato dell'Italia è la rappresentativa nazionale dell'Italia, sia maschile che femminile, nelle competizioni internazionali di pugilato, le cui principali sono i Giochi olimpici (cat. Elite), i Mondiali AIBA, gli Europei EUBC e i Campionati UE EUBC (tutte le categorie).

## Italia Boxing Team
L'Italia Boxing Team è l'insieme di tutte le Nazionali Italiane di Pugilato, che prendono parte a tutte le competizioni sotto l’egida della FPI, EUBC, AIBA e CIO. Le nazionali sono le seguenti:
- Elite (maschile e femminile)
- Youth (maschile e femminile)
- Junior (maschile e femminile)
- SchoolBoy (maschile)

## Storia

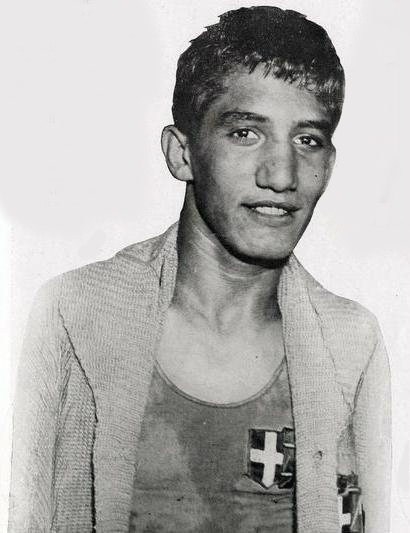
Vittorio Tamagnini, primo campione olimpico italiano di pugilato, ai Giochi di

Sono diversi i pugili che hanno difeso i colori della Nazionale italiana di pugilato, nelle varie manifestazioni internazionali.

I primi campioni olimpici italiani, sono stati Vittorio Tamagnini, Carlo Orlandi e Piero Toscani tutti vincitori ai Giochi olimpici di Amsterdam 1928, mentre le prime medaglie assolute vinte ai Giochi, sono stati i bronzi di Edoardo Garzena per gli uomini, ai giochi di Anversa 1920, e di Irma Testa per le donne ai Giochi di Tokyo 2020.

Francesco Damiani ha conquistato la prima medaglia in un mondiale, argento nel 1982, mentre il primo oro fu conquistato da Tommaso Russo nel mondiale 1991. In campo femminile le prime medaglie assolute ad un Mondiale, furono quelle dell'edizione di Scraton 2004, dove l'Italia conquistò un oro e un bronzo rispettivamente con Simona Galassi e Cristina Cerpi.

I pugili Romano Caneva e Gaetano Lanzi sono stati invece i primi a vincere una medaglia ai Campionati Europei, rispettivamente oro e argento nel torneo del 1927. In campo femminile le prime medagliate ad un Europeo furono Simona Galassi e Marzia Davide (oro), Laura Tosti e Angela Cannizzaro (bronzo), nel 2003.

## Commissari tecnici
- 1996-2000: Patrizio Oliva[5]
- 2012: In preparazione ai Giochi di Londra 2012, il direttore tecnico della nazionale è stato l'ex pugile Francesco Damiani.[6]

## Palmarès
| Oro                             | Argento | Bronzo                     | Tot. | Oro | Argento | Bronzo | Tot. | Oro | Argento | Bronzo | Tot. |    |    |     |
| Giochi olimpici                 | 18      | 1920 (Uomini) 2016 (Donne) | 15   | 16  | 16      | 47     | 0    | 0   | 1       | 1      | 15   | 16 | 17 | 48  |
| Campionati Mondiali di pugilato | 18      | 1982 (uomini) 2001 (donne) | 6    | 2   | 14      | 22     | 4    | 3   | 3       | 10     | 10   | 5  | 17 | 32  |
| Campionati Europei di pugilato  | 40      | 1927 (uomini) 2003 (donne) | 28   | 30  | 48      | 106    | 6    | 2   | 10      | 18     | 34   | 32 | 58 | 124 |